# 앙리 고디에브르제스카

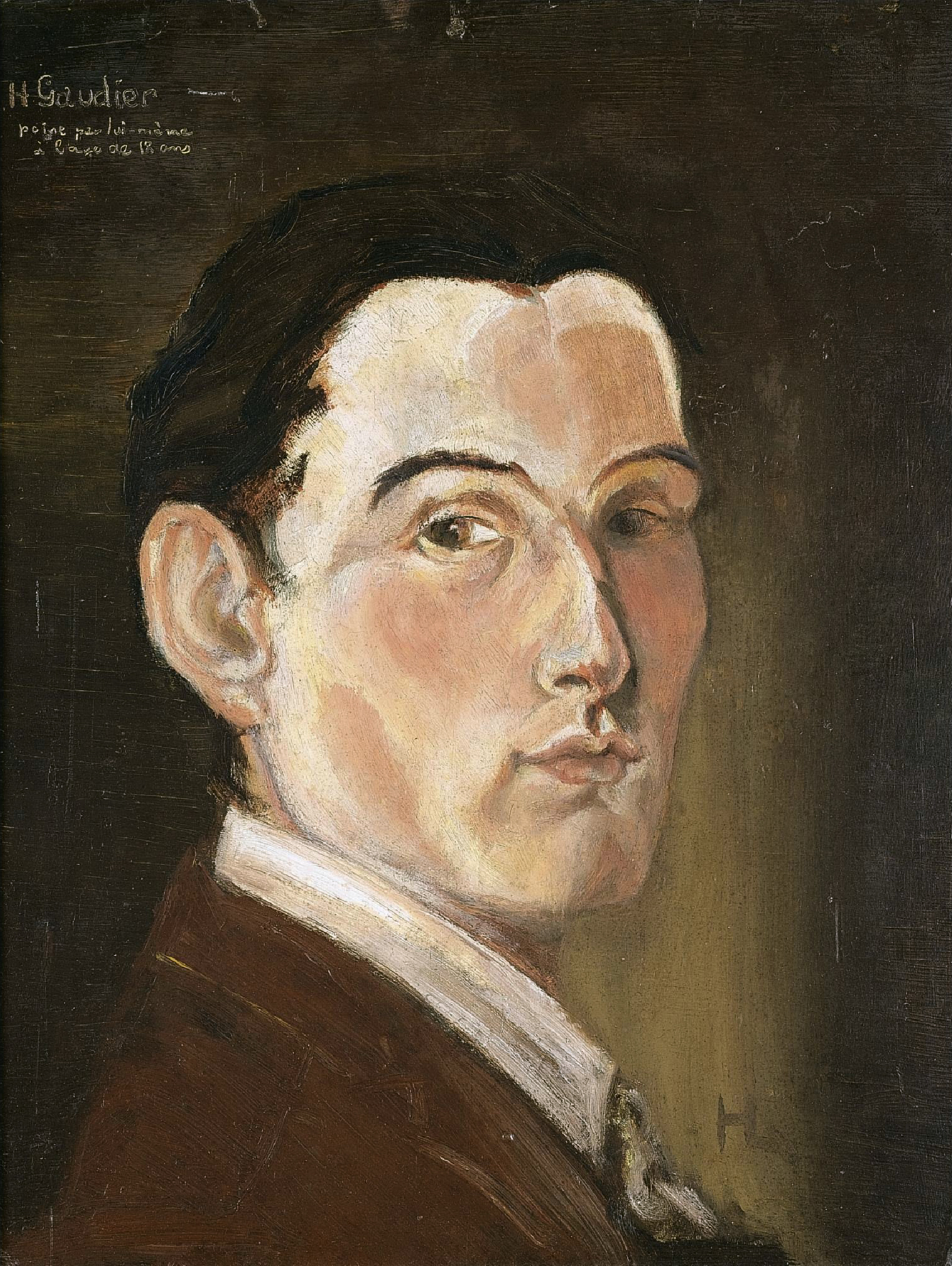

앙리 고디에브르제스카(Henri Gaudier-Brzeska, 1891년 10월 4일~1915년 6월 5일)는 프랑스의 조각가이다. 루아르 태생이며 1910년 조각가로서 데뷔, 다음 해 런던으로 이주하여 윈덤 루이스를 알게 되고 보티시즘의 멤버로서 활약했다. 1915년 프랑스 육군에 입대하여 제1차 세계대전에 참가, 전사하였다. 추상 조각의 선구자 중 한 사람으로서 헨리 무어 등에게 강한 영향을 끼쳤다. 대표작에 '사슴'(1914, 시카고 미술연구소)이 있다.